# John Hicks (econoom)
John Richard Hicks (Warwick, 8 april 1904 - Blockley (Gloucestershire), 20 mei 1989) was een Engels econoom. In 1972 won hij samen met Kenneth Arrow de prijs van de Zweedse Rijksbank voor economie voor hun baanbrekende bijdragen aan de algemene evenwichtstheorie en welfare economics.
John Hicks was een van de belangrijkste en invloedrijkste economen van de twintigste eeuw. De bekendste van zijn vele bijdragen op het gebied van economie waren zijn formulering van de consumentenvraagtheorie in de micro-economie en zijn IS-LM-model (1937), waarin hij een Keynesiaans gezichtspunt op de macro-economie samenvatte. Zijn boek Value and Capital (Waarde en kapitaal) uit 1939 breidde de reikwijdte van de algemene evenwichts- en de waardetheorie aanzienlijk uit. De gecompenseerde vraagfunctie wordt in zijn nagedachtenis de Hicksiaanse vraagfunctie genoemd.

## Biografie

### Jeugdjaren
Hicks werd in 1904 in Engeland in de stad Warwick geboren. Zijn vader was journalist bij een lokale krant.
Van 1917 tot 1922 volgde hij zijn middelbareschoolopleiding in Clifton College. Daarna studeerde hij van 1922 tot 1926 aan Balliol College aan de Universiteit van Oxford. Hij financierde zijn studies met wiskundige beurzen. Tijdens zijn middelbareschooltijd en ook nog in zijn eerste jaar in Oxford specialiseerde hij zich in de wiskunde. Daarnaast had hij ook belangstelling voor literatuur en geschiedenis. In 1923 stapte hij over naar Philosophy, Politics and Economics (Filosofie, politiek en economie) een nieuwe afstudeerrichting die in Oxford toen net was gestart. Hij studeerde af met second-class honors en naar eigen zeggen met onvoldoende kwalificaties in een van de [drie] onderwerpen" die hij had bestudeerd.

### Carrière, invloeden en eerbewijzen
Hicks verzekerde zich in 1930 echter van een tijdelijk docentschap aan de London School of Economics. Hij begon als arbeidseconoom en heeft beschrijvend werk uitgevoerd op het gebied van industriële betrekkingen. Geleidelijk aan verschoof zijn belangstelling echter naar de analytische kant, waar zijn wiskundige achtergrond weer op de voorgrond trad. Hij werd onder andere beïnvloed door Lionel Robbins en collega's zoals Friedrich von Hayek, R.G.D. Allen, Nicholas Kaldor en Abba Lerner - en Ursula Webb, met welke laatste hij in 1935 in het huwelijk trad.
Van 1935 tot 1938 doceerde hij in Cambridge, waar hij als fellow was verbonden aan Gonville and Caius College. In deze periode was hij vooral bezig met het schrijven van Value and Capital dat was gebaseerd op werk dat hij in Londen had uitgevoerd. Van 1938 tot 1946 was hij hoogleraar aan de Universiteit van Manchester. Het was daar dat hij zijn belangrijkste werk op het gebied van de welvaartseconomie met de toepassing daarvan op de sociale boekhouding uitvoerde.
In 1946 keerde hij naar Oxford terug, eerst als research fellow aan Nuffield College (1946-1952), vervolgens als Drummond Professor of Politieke Economie (1952 -65), en ten slotte als research fellow aan All Souls College (1965-1971), aan welk laatste college hij tot aan zijn pensionering verbonden bleef.
Hicks werd in 1964 geridderd. In 1972 was hij samen met Kenneth J. Arrow mede-ontvanger van de Nobelprijs voor de Economische Wetenschappen. Hij schonk het aan de Nobelprijs verbonden prijzengeld in 1973 aan de School's Library Appeal.

## Bijdragen aan de economische analyse
Hicks vroege werk op het gebied van de arbeidseconomie mondde in 1932 uit in zijn The Theory of Wages (1932), dat nog steeds als het standaardwerk op dit gebied wordt beschouwd. Een samenwerking in 1933/34 met R.G.D. Allen leidde tot twee baanbrekende artikelen over de waardetheorie, die in 1934 werden gepubliceerd.
Zijn magnum opus is Value and Capital dat in 1939 werd gepubliceerd. Dit boek bouwt voort op ordinaal nut en bracht het heden ten dage standaard onderscheid in de vraagtheorie tussen het substitutie-effect en het inkomenseffect voor een individu voor het 2-goederen-geval in de hoofdstroom van de economische wetenschap. Het werk veralgemeende de analyse tot het geval van één goed en een samengesteld goed, dat wil zeggen, alle andere goederen. Het werk aggregeerde particulieren en bedrijven door middel van vraag en aanbod over de gehele economie.
Value and Capital anticipeerde het aggregatieprobleem en wel het meest diepgaand voor de kapitaalgoederenvoorraad. Het werk introduceerde de algemene evenwichtstheorie aan het Engels-sprekend publiek, het verfijnde de dynamische analyse theorie, en was het eerste werkt dat een strikte uiteenzetting van de stabiliteitsvoorwaarden voor een algemene evenwicht gaf. In de loop van zijn analyse formaliseerde Hicks zijn comparatieve statica. In datzelfde jaar ontwikkelde Hicks ook zijn beroemde compensatie-criterium, dat wel de Kaldor-Hicks-efficiëntie wordt genoemd voor vergelijkingen van welvaart tussen alternatieve publieke beleidsmaatregelen of economische toestanden.
Hicks bekendste bijdrage aan de macro-economie was het Hicks-Hansen IS-LM-model, dat een interpretatie van de theorie van John Maynard Keynes, het keynesianisme, formaliseerde. Het model beschrijft de economie als een evenwicht tussen de drie grondstoffen of commodities geld, consumptie en investeringen. Hicks omarmde de theorie zoals hij deze interpreteerde niet direct. In een in 1980 gepubliceerd artikel beweert Hicks dat zijn IS-LM-model een aantal cruciale onderdelen van Keynes argumentatie, met name die met betrekking tot onzekerheid, weglaat.

## Voetnoten
1. ↑  (en)  http://nobelprize.org/nobel_prizes/economics/laureates/1972/index.html
2. ↑  (en)  zie hier
3. ↑  (en)  zie hier[dode link]
4. ↑  J.R. Hicks (1937): 'Mr. Keynes and the 'Classics', A Suggested Interpretation' in Econometrica, Volume 5, Issue 2, p. 147

- Bibsys: 90066528
- Biblioteca Nacional de España: XX850874
- Bibliothèque nationale de France: cb119074897 (data)
- Catàleg d'autoritats de noms i títols de Catalunya: 981058598284006706
- CiNii: DA00344917
- Gemeinsame Normdatei: 118704575
- International Standard Name Identifier: 0000 0001 0923 3810
- Library of Congress Control Number: n80002287
- Nationale Bibliotheek van Letland: 000039002
- Mathematics Genealogy Project: 211649
- Bibliotheek van het Japanse parlement: 00443272
- Nationale Bibliotheek van Tsjechië: jn20000602930
- Nationale bibliotheek van Australië: 35906015
- Nationale Bibliotheek van Israël: 987007278198205171
- Nationale Bibliotheek van Polen: a0000001100783
- Nationale en Universitaire bibliotheek Zagreb: 000096227
- Nederlandse Thesaurus van Auteursnamen: 068423128
- Réseau des bibliothèques de Suisse occidentale: 02-A003370432
- Istituto Centrale per il Catalogo Unico: CFIV022106
- LIBRIS: 190711
- SNAC: w6ff4hqg
- Système universitaire de documentation: 026921812
- Trove: 1140164
- Virtual International Authority File: 89700672
- WorldCat: E39PBJfhbt8b88mGPHH6Pq4KBP

1969: Frisch, Tinbergen ·
1970 : Samuelson ·
1971: Kuznets ·
1972: Hicks, Arrow ·
1973: Leontief ·
1974: Myrdal, Hayek ·
1975: Kantorovitsj, Koopmans ·
1976: Friedman ·
1977: Ohlin, Meade ·
1978: Simon ·
1979: Schultz, Lewis ·
1980: Klein ·
1981: Tobin ·
1982: Stigler ·
1983: Debreu ·
1984: Stone ·
1985: Modigliani ·
1986: Buchanan ·
1987: Solow ·
1988: Allais ·
1989: Haavelmo ·
1990: Markowitz, Miller, Sharpe ·
1991: Coase ·
1992: Becker ·
1993: Fogel, North ·
1994: Harsanyi, Nash, Selten ·
1995: Lucas ·
1996: Mirrlees, Vickrey ·
1997: Merton, Scholes ·
1998: Sen ·
1999: Mundell ·
2000: Heckman, McFadden ·
2001: Akerlof, Spence, Stiglitz ·
2002: Kahneman, Smith ·
2003: Engle, Granger ·
2004: Kydland, Prescott ·
2005: Aumann, Schelling ·
2006: Phelps ·
2007: Hurwicz, Maskin, Myerson ·
2008: Krugman ·
2009: Ostrom, Williamson ·
2010: Diamond, Mortensen, Pissarides ·
2011: Sims, Sargent ·
2012: Roth, Shapley  ·
2013: Fama, Hansen, Shiller  ·
2014: Tirole  ·
2015: Deaton  ·
2016: Hart, Holmström ·
2017: Thaler ·
2018: Nordhaus, Romer ·
2019: Banerjee, Duflo, Kremer ·
2020: Milgrom, Wilson ·
2021: Imbens, Angrist, Card ·
2022: Bernanke, Diamond, Dybvig ·
2023: Goldin ·
2024: Acemoglu, Johnson, Robinson